# Tjålmejaureh
Tjålmejaureh är en sjö i Strömsunds kommun i Jämtland och ingår i Ångermanälvens huvudavrinningsområde. Sjön har en area på 0,128 kvadratkilometer och ligger 919,4 meter över havet. Sjön avvattnas av vattendraget Slipsikån.

## Delavrinningsområde
Tjålmejaureh ingår i det delavrinningsområde (720790-144326) som SMHI kallar för Utloppet av Tjålmejaureh. Medelhöjden är 944 meter över havet och ytan är 0,73 kvadratkilometer. Det finns inga avrinningsområden uppströms utan avrinningsområdet är högsta punkten. Slipsikån som avvattnar avrinningsområdet har biflödesordning 3, vilket innebär att vattnet flödar genom totalt 3 vattendrag innan det når havet efter 331 kilometer. Avrinningsområdet består mestadels av kalfjäll (84 procent). Avrinningsområdet har 0,12 kvadratkilometer vattenytor vilket ger det en sjöprocent på 16,3 procent.